# Паранаваи (микрорегион)

Паранаваи на карте.

Паранаваи (порт. Microrregião de Paranavaí) — микрорегион в Бразилии. входит в штат Парана. Составная часть мезорегиона Северо-запад штата Парана. 
Население составляет 270 794 человека (на 2010 год). Площадь — 10 182,292 км². Плотность населения — 26,59 чел./км².

## Демография
Согласно сведениям, собранным в ходе переписи 2010 г. Национальным институтом географии и статистики (IBGE), население микрорегиона составляет:
| Полное население                             | Полное население                             | Полное население                             | Полное население                             | 270 794 |
| -------------------------------------------- | -------------------------------------------- | -------------------------------------------- | -------------------------------------------- | ------- |
| в том числе:                                 | Городское население                          | 231 751                                      | Процент городского населения, %              | 85,58   |
|                                              | Сельское население                           | 39 043                                       | Процент сельского населения, %               | 14,42   |
|                                              | Мужское население                            | 134 004                                      | Процент мужского населения, %                | 49,49   |
|                                              | Женское население                            | 136 790                                      | Процент женского населения, %                | 50,51   |
| Плотность населения, чел/км²                 | Плотность населения, чел/км²                 | Плотность населения, чел/км²                 | Плотность населения, чел/км²                 | 26,59   |
| Население микрорегиона в % к населению штата | Население микрорегиона в % к населению штата | Население микрорегиона в % к населению штата | Население микрорегиона в % к населению штата | 2,59    |

## Статистика
- Валовой внутренний продукт на 2003 год составляет 1 777 525 895,00 реалов (данные: Бразильский институт географии и статистики).
- Валовой внутренний продукт на душу населения на 2003 год составляет 6816,30 реалов (данные: Бразильский институт географии и статистики).
- Индекс развития человеческого потенциала на 2000 год составляет 0,755 (данные: Программа развития ООН).

## Состав микрорегиона
В составе микрорегиона включены следующие муниципалитеты:
1. Алту-Парана
2. Амапоран
3. Крузейру-ду-Сул
4. Диаманти-ду-Норти
5. Гуайраса
6. Инажа
7. Итауна-ду-Сул
8. Жардин-Олинда
9. Лоанда
10. Марилена
11. Мирадор
12. Нова-Алианса-ду-Иваи
13. Нова-Лондрина
14. Паранасити
15. Паранапоэма
16. Паранаваи
17. Параизу-ду-Норти
18. Планалтина-ду-Парана
19. Порту-Рику
20. Керенсия-ду-Норти
21. Санта-Крус-ди-Монти-Кастелу
22. Санта-Изабел-ду-Иваи
23. Санта-Моника
24. Санту-Антониу-ду-Каюа
25. Сан-Карлус-ду-Иваи
26. Сан-Жуан-ду-Каюа
27. Сан-Педру-ду-Парана
28. Тамбоара
29. Терра-Рика